# Dyckia pectinata
Dyckia pectinata är en gräsväxtart som beskrevs av Lyman Bradford Smith och Raulino Reitz. Dyckia pectinata ingår i släktet Dyckia och familjen Bromeliaceae. Inga underarter finns listade i Catalogue of Life.